# Lehtineniana pukapukan
Espèce
Synonymes
- Tangaroa pukapukan Salvatierra, Brescovit & Tourinho, 2015

Lehtineniana pukapukan est une espèce d'araignées aranéomorphes de la famille des Uloboridae.

## Distribution
Cette espèce est endémique des îles Cook. Elle se rencontre sur Mitiaro.

## Description
Le mâle holotype mesure 3,20 mm et la femelle paratype 4,76 mm.

## Systématique et taxinomie
Cette espèce a été décrite sous le protonyme Tangaroa pukapukan par Salvatierra, Brescovit et Tourinho en 2015. Tangaroa Lehtinen, 1967 étant préoccupé par Tangaroa Marcus, 1952, il a été remplacé par Lehtineniana par Sherwood en 2022.

## Publication originale
- Salvatierra, Brescovit & Tourinho, 2015 : « Description of two new species of Tangaroa Lehtinen 1967 (Arachnida: Araneae: Uloboridae). » Journal of Arachnology, vol. 43, no 3, p. 331-341 (texte intégral).